# Danse tyrolienne
Pour plus de détails, voir Fiche technique et Distribution.
Danse tyrolienne est un court métrage documentaire muet français réalisé par François-Constant Girel en 1896 et produit par la Société Lumière.

## Description
Accompagné par un musicien, un couple en costume tyrolien exécute une danse dans un parc.

## Fiche technique
- Titre original : Danse tyrolienne
- Titre en Allemand : Schuhplattler-Tanz
- Réalisation : François-Constant Girel
- Production : Société Lumière
- Lieu de tournage : Cologne (Allemagne)
- Pays d'origine : France
- Vue no  : 31
- Genre : Documentaire
- Format : Court métrage — Muet — Noir et blanc
- Durée : 40 s
- Date de réalisation : 1896
- Dates de sortie :
  -  Allemagne : 18 octobre 1896 à Cologne
  -  France : 1er novembre 1896 à Lyon

## Sources
- Catalogue Lumière, « Danse tyrolienne » (consulté le 9 février 2024).